# Lily Ann Granderson
Lily Ann Granderson (auch Milla Granson, Lila Grandison; geb. 1816 in Virginia) war eine US-amerikanische Pädagogin. Die mit indianisch-weißer Abstammung als Sklavin Geborene wurde eine wegbereitende Lehrerin.
Lily Anns Großmutter war eine freie Frau indianischer Abstammung. Nach dem Tod ihrer Großmutter wurde Lily Anns Mutter im Alter von drei Jahren in die Sklaverei verkauft. Lily Ann wuchs in Virginia auf und kam später nach Kentucky, wo sie wegen ihrer hellen Haut als Haussklavin arbeitete. Über Lily Anns Vater ist wenig bekannt. Er war ein Weißer, der zu den Ersten Familien Virginias gehörte. Lily Ann und die Familie ihres Besitzer kamen sich sehr nahe. Die Kinder ihres Besitzers brachten Lily Ann sogar Lesen und Schreiben bei, eine verbreitete Methode versklavter Menschen, um alphabetisiert zu werden.
Lily Anns Lage verschlechterte sich, als ihr Besitzer starb und sie den Mississippi abwärts gebracht und dort an einen Plantagenbesitzer in Natchez verkauft wurde. Dort arbeitete sie auf den Baumwollfeldern, woran sie jedoch nicht gewöhnt war. Die Arbeit auf den glutheißen Feldern Mississippis machte sie krank; zudem wurde sie nackt ausgepeitscht. Lily Ann bat ihren Besitzer, sie von der Feldarbeit zu befreien und ihr eine weniger gesundheitsschädliche Arbeit zu geben. Nach langem Bitten erlaubt ihr Besitzer Lily Ann, für ein paar Stunden täglich in der Küche seines Hauses zu arbeiten. Das Haus befand sich nicht direkt auf der Plantage, sondern im Ort. So musste Lily Ann jeden Tag in die Stadt laufen, aber das war viel besser als in der sengenden Sonne zu arbeiten.
Der Gang in die Stadt ermöglichte Lily Ann eine Schule zu gründen. Es war in Mississippi jedoch aus Angst vor Sklavenaufständen und der Flucht von Sklaven verboten, Sklaven eine Ausbildung zu geben. Lily Ann umging das, indem sie nachts unterrichtete. Versklavte Kinder schlichen in einen geschlossenen Raum in einer Seitengasse, um ab 23 oder 24 Uhr am Unterricht teilzunehmen. Die Klassengröße war auf zwölf Kinder begrenzt. Fenster und Tür waren fest verschlossen und die Kinder verwendeten in Pech getauchte Kienspäne, um Licht zu haben. Nachdem die Kinder Lesen und Schreiben gelernt hatten, bekamen sie einen „Abschluss“ und machten anderen Kindern Platz. Lily Ann betrieb ihre Schule sieben Jahre lang, ohne entdeckt zu werden. Dann wurde sie doch entdeckt. Zu ihrer Überraschung wurde Lily Ann nicht bestraft. Obgleich es ein Gesetz gegen die Ausbildung von Sklaven gab, bestand eine Klausel im Recht von Mississippi, die auf Lily Ann zutraf. Es war Weißen und freigelassenen Sklaven laut dem Recht von Mississippi verboten, Sklaven zu unterrichten, aber im Recht stand nichts über Sklaven, die andere Sklaven unterrichten. In der Folge eröffnete Lily Ann neben ihrer Nachtschule eine Sonntagsschule. Durch ihre Bemühungen lernten Hunderte Sklaven Lesen und Schreiben und konnten diese Kenntnisse einsetzen, um die Freiheit zu erlangen. Lily Ann erzählte, dass sich viele ihrer Schüler selbst Pässe ausstellten und sich auf den Weg nach Kanada machten.
Als im Sommer 1863 Nordstaatentruppen Natchez einnahmen, wollten Missionare Schulen für befreite Sklaven einrichten. Sie waren erfreut und überrascht, dass es bereits eine Schule und viele Sklaven gab, die Lesen und Schreiben konnten. Die American Missionary Association stellte Lily Ann an. Sie unterrichtet noch für viele Jahre. Außerdem wurde sie Diakonissin der Pine Street Baptistengemeinde. 1870 war sie im Alter von 54 Jahren eine der ersten Farbigen, die bei der Freedman’s Bank ein Konto eröffneten.
Lily Ann heiratete später und bekam zwei Kinder.